# The Good Girl
The Good Girl är en amerikansk långfilm från 2002 i regi av Miguel Arteta, med Jennifer Aniston, John C. Reilly, Jake Gyllenhaal, Tim Blake Nelson, Deborah Rush, Mike White, Zooey Deschanel och John Carroll Lynch i rollerna.

## Handling
Justine Last (Jennifer Aniston), trivs inte med sitt liv. Hon har ett tråkigt arbete och hennes make Phil (John C. Reilly), ägnar sig hellre åt att röka på med kompisen Bubba än att arbeta eller vara med henne. Tonåringen Holden (Jake Gyllenhaal) börjar arbeta på samma köpcentrum och de inleder ett förhållande. Makens kompis Bubba får reda på det och utpressar henne, han vill ha sex i utbyte mot tystnad. När Justine får reda på att hon är gravid bestämmer hon sig för att stanna med sin make utan att veta att han samma dag fått veta att han är steril. Nu är Bubba säker på att Phil kommer att mörda honom, Holden tänker berätta allt för Phil och Justine försöker mest trassla sig ur allt. 

## Rollista
| Jennifer Aniston   | – Justine Last                   |
| Deborah Rush       | – Gwen Jackson                   |
| Mike White         | – Corny                          |
| John Carroll Lynch | – Jack Field, Your Store Manager |
| Jake Gyllenhaal    | – Holden Worther                 |
| Zooey Deschanel    | – Cheryl                         |
| John C. Reilly     | – Phil Last                      |
| Tim Blake Nelson   | – Bubba                          |